# بلوغ (فلم)
بلوغ هو فيلم روائي سعودي طويل يضم 5 أفلام قصيرة لـ5 مخرجات سعوديات، هن: فاطمة البنوي، هند الفهاد، جواهر العامري، نور الأمير، وسارة مسفر. ويتناول موضوعات تسلط الضوء على حياة المرأة السعودية، عُرض الفيلم عام 2021.

## قصة الفيلم
قصص خمس نساء من خلفيات مختلفة يعشن تجارب مميزة، ولكن يربطهن أمرا مشتركا وهو أنهن ولدن سعوديات.

## الطاقم
- ريم الحبيب
- سناء بكر يونس
- أغادير السعيد
- إلهام علي
- غادة عبود
- سوزان أبو الخير
- تولين عصام

## روابط خارجية
- بلوغ على موقع IMDb (الإنجليزية)
- بلوغ على موقع روتن توميتوز (الإنجليزية)
- بلوغ على موقع قاعدة بيانات الأفلام العربية
- بلوغ على موقع قاعدة بيانات الفيلم (الإنجليزية)
- بلوغ على موقع ليتربوكسد (الإنجليزية)
- بلوغ على موقع كينوبويسك (الروسية)